# Eumastax andeana
Eumastax andeana är en insektsart som beskrevs av Marius Descamps 1979. Eumastax andeana ingår i släktet Eumastax och familjen Eumastacidae. Inga underarter finns listade i Catalogue of Life.